# Мурфризборо (Тенеси)
Мурфризборо (енгл. Murfreesboro) град је у америчкој савезној држави Тенеси.

## Демографија
По попису из 2010. године број становника је 108.755, што је 39.939 (58,0%) становника више него 2000. године.
| Група             | 2000.          | 2010.          |
| Белци             | 53.963 (78,4%) | 79.471 (73,1%) |
| Афроамериканци    | 9.560 (13,9%)  | 16.510 (15,2%) |
| Азијати           | 1.853 (2,7%)   | 3.658 (3,4%)   |
| Хиспаноамериканци | 2.430 (3,5%)   | 6.453 (5,9%)   |
| Укупно            | 68.816         | 108.755        |